# Boekarest Ring

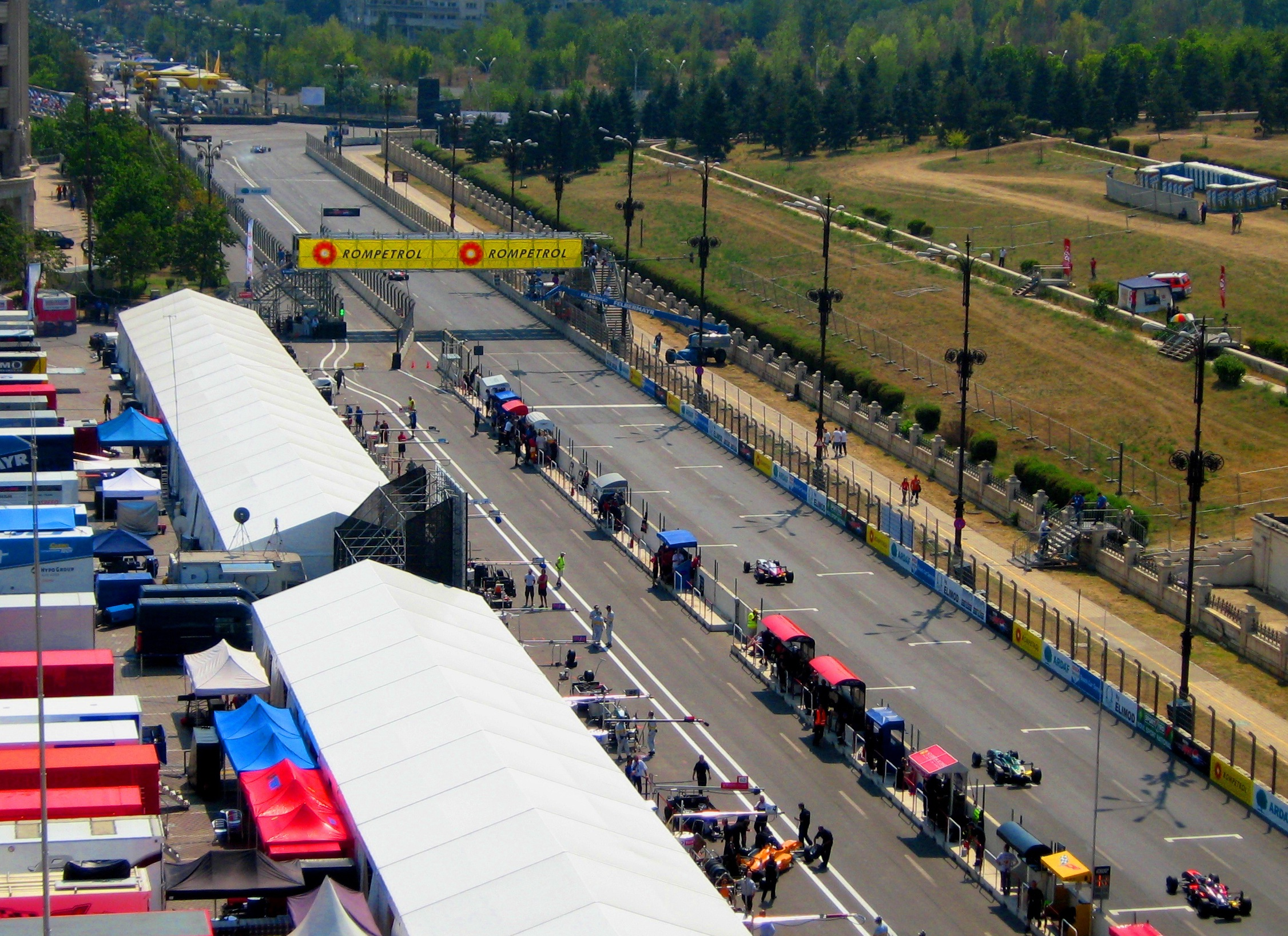
Formule 3 in actie op het circuit

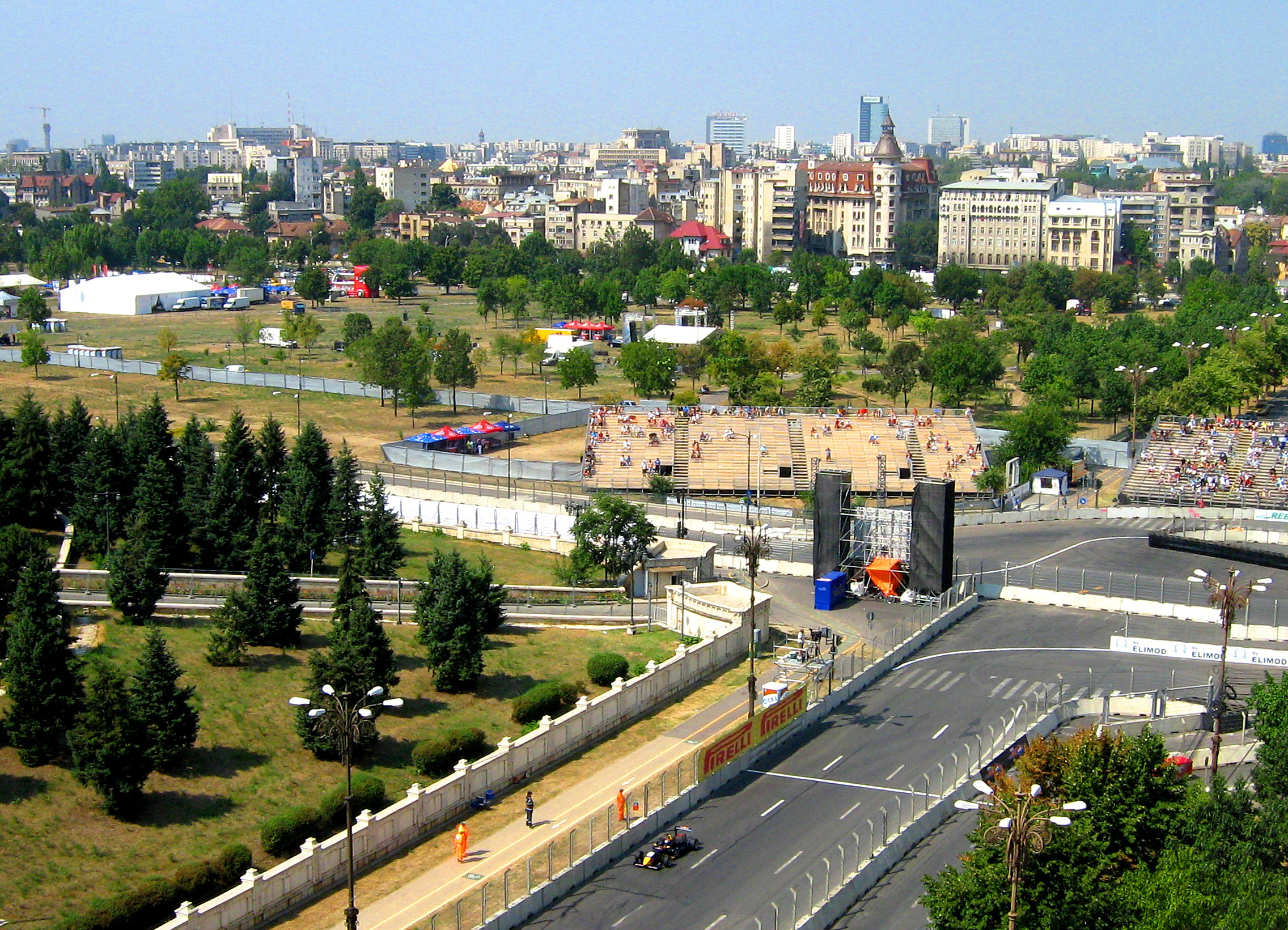
Een blik op het circuit en de stad

De Boekarest Ring is een stratencircuit in de Roemeense hoofdstad Boekarest.
Het circuit is ontworpen door Hermann Tilke, en ligt rondom het Roemeense parlementsgebouw.